# Oleria quadrata
Espèce
Oleria quadrata est une espèce d'insectes lépidoptères, un papillon diurne appartenant à la famille des Nymphalidae, sous-famille des Danainae, à la tribu des Ithomiini, sous-tribu des Oleriina et au genre Oleria.

## Dénomination
Oleria quadrata a été décrit par Richard Haensch en 1903 sous le nom initial de Leucothyris quadrata.

### Sous-espèces
- Oleria quadrata quadrata ; présent en Équateur.
- Oleria quadrata ssp. Bryk, 1953 ; présent en Bolivie[1].

## Description
Oleria quadrata est un papillon  aux ailes antérieures à bord interne concave.
Les ailes sont transparentes veinées de marron doré  et bordées de marron doré, jaune d'or sur le revers.

## Écologie et distribution
Oleria quadrata est présent en Équateur et en Bolivie,.

### Protection
Pas de statut de protection particulier.